# John Eisele
John Lincoln Eisele (Newark, Nova Jersey, 18 de gener de 1884 – Newark, 30 de març de 1933) va ser un atleta estatunidenc que va competir a primers del segle xx.
El 1908 va prendre part en els Jocs Olímpics de Londres, on disputà dues proves del programa d'atletisme: les tres milles per equips, en què aconseguí la medalla de plata formant equip amb George Bonhag, Herb Trube, Gayle Dull i Harvey Cohn i els 3200 metres obstacles, en què guanyà la medalla de bronze en quedar rere Arthur Russell i Archie Robertson.